# Albersdorf-Prebuch
Albersdorf-Prebuch ist eine Gemeinde mit 2288 Einwohnern (Stand 1. Jänner 2025) im Bezirk Weiz im österreichischen Bundesland Steiermark.

## Geographie
Albersdorf-Prebuch liegt nördlich von Gleisdorf in einer Höhe von 340 Meter an der Raab im Südwesten bis 500 Meter in bewaldeten Höhen. Das westliche Gemeindegebiet wird durch den Gießgraben und seine Nebenbäche in die Raab entwässert, der östliche Teil durch das Kalchbachl, der über den Ilzbach in die Feistritz mündet.
Die Gemeinde hat eine Fläche von vierzehn Quadratkilometer. Davon wird mehr als die Hälfte landwirtschaftlich genutzt, ein Drittel ist bewaldet.

### Gemeindegliederung
Das Gemeindegebiet umfasst folgende fünf Ortschaften (in Klammern Einwohnerzahl Stand 1. Jänner 2025), die zugleich Katastralgemeinden sind:
- Albersdorf (1393)
- Kalch (152)
- Postelgraben (171)
- Prebuch (428)
- Wollsdorferegg (144)

### Nachbargemeinden
| Sankt Ruprecht an der Raab | Sankt Ruprecht an der Raab                  | Ilztal    |
| Sankt Ruprecht an der Raab | Kompassrose, die auf Nachbargemeinden zeigt | Ilztal    |
| Ludersdorf-Wilfersdorf     | Gleisdorf                                   | Gleisdorf |

## Geschichte
Albersdorf wurde 1340 erstmals urkundlich erwähnt. Das Stift Göß war ein wichtiger Grundherr im Gemeindegebiet. Im Jahre 1968 entstand Albersdorf-Prebuch aus den Gemeinden Albersdorf und Prebuch.
Prebuch wurde 1450 als „Prepuech“ erstmals erwähnt. Der Name geht auf slowenisch prepuch (windige, exponierte Stelle) zurück.

### Bevölkerungsentwicklung
| Albersdorf-Prebuch: Einwohnerzahlen von 1869 bis 2024 | Albersdorf-Prebuch: Einwohnerzahlen von 1869 bis 2024 | Albersdorf-Prebuch: Einwohnerzahlen von 1869 bis 2024 | Albersdorf-Prebuch: Einwohnerzahlen von 1869 bis 2024 | Albersdorf-Prebuch: Einwohnerzahlen von 1869 bis 2024 |
| ----------------------------------------------------- | ----------------------------------------------------- | ----------------------------------------------------- | ----------------------------------------------------- | ----------------------------------------------------- |
| Jahr                                                  |                                                       |                                                       |                                                       | Einwohner                                             |
| 1869                                                  | 1869                                                  |                                                       | 1.055                                                 | 1.055                                                 |
| 1880                                                  | 1880                                                  |                                                       | 1.108                                                 | 1.108                                                 |
| 1890                                                  | 1890                                                  |                                                       | 1.158                                                 | 1.158                                                 |
| 1900                                                  | 1900                                                  |                                                       | 1.126                                                 | 1.126                                                 |
| 1910                                                  | 1910                                                  |                                                       | 1.196                                                 | 1.196                                                 |
| 1923                                                  | 1923                                                  |                                                       | 1.147                                                 | 1.147                                                 |
| 1934                                                  | 1934                                                  |                                                       | 1.194                                                 | 1.194                                                 |
| 1939                                                  | 1939                                                  |                                                       | 1.201                                                 | 1.201                                                 |
| 1951                                                  | 1951                                                  |                                                       | 1.213                                                 | 1.213                                                 |
| 1961                                                  | 1961                                                  |                                                       | 1.250                                                 | 1.250                                                 |
| 1971                                                  | 1971                                                  |                                                       | 1.366                                                 | 1.366                                                 |
| 1981                                                  | 1981                                                  |                                                       | 1.506                                                 | 1.506                                                 |
| 1991                                                  | 1991                                                  |                                                       | 1.540                                                 | 1.540                                                 |
| 2001                                                  | 2001                                                  |                                                       | 1.691                                                 | 1.691                                                 |
| 2011                                                  | 2011                                                  |                                                       | 1.990                                                 | 1.990                                                 |
| 2021                                                  | 2021                                                  |                                                       | 2.294                                                 | 2.294                                                 |
| 2024                                                  | 2024                                                  |                                                       | 2.268                                                 | 2.268                                                 |
| Quelle(n): Statistik Austria, Gebietsstand 1.1.2021   |                                                       |                                                       |                                                       |                                                       |

## Kultur und Sehenswürdigkeiten
- Rupertikapelle

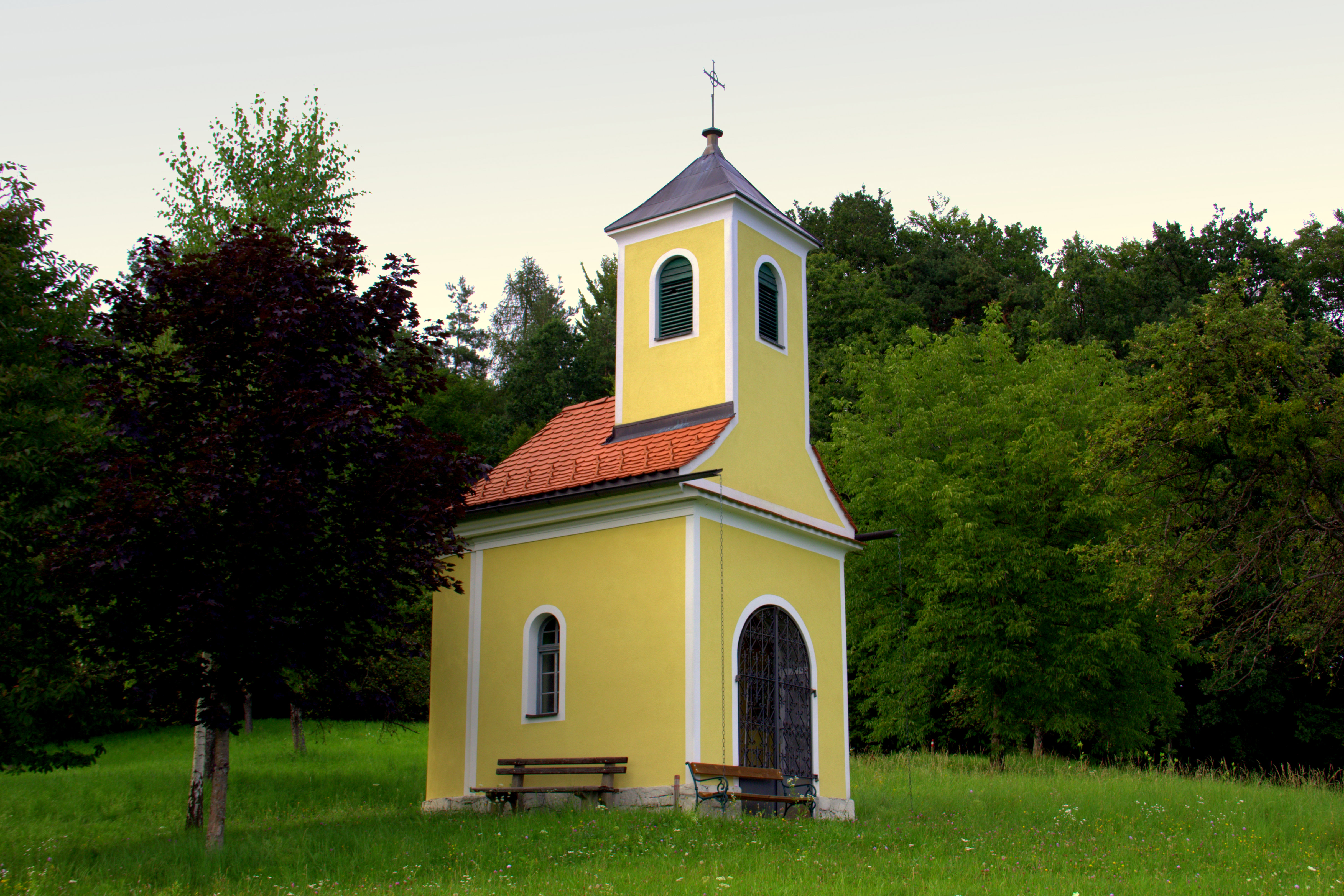
Rupertikapelle

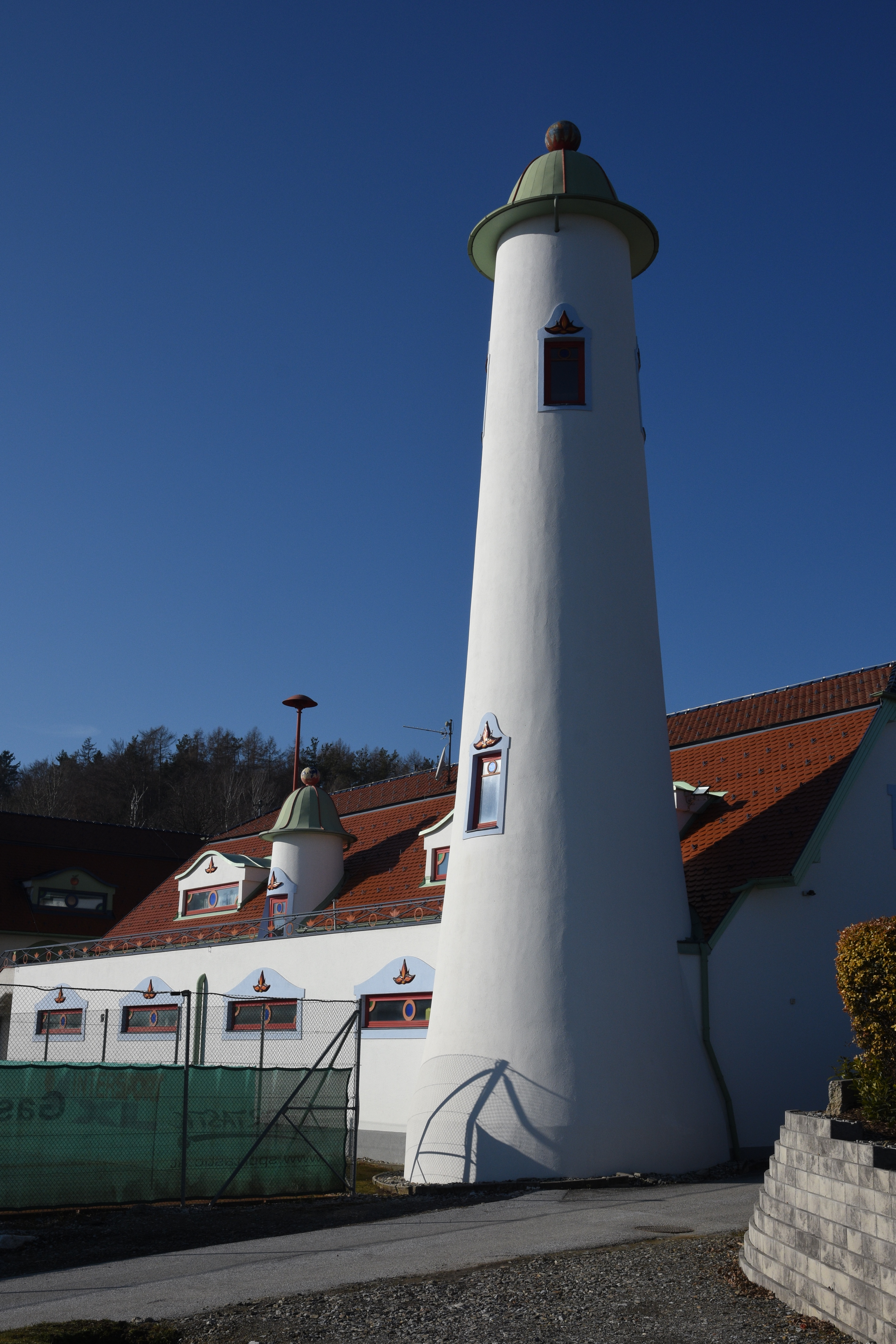
Apfelschlössl – Freiwillige Feuerwehr Prebuch

- Das Apfelschlössl wurde vom Maler Karl Hodina gestaltet. Im Inneren befindet sich der Stützpunkt der Freiwilligen Feuerwehr von Prebuch und ein Cafe. Auf der Rückseite des Gebäudes befindet sich ein Tennisplatz.

## Wirtschaft und Infrastruktur
Der im Gebiet Prebuch, Kalch und Wollsdorferegg vorherrschende Weinbau wurde im 20. Jahrhundert weitgehend aufgegeben. Heute überwiegt der Obstbau in der Region.
Durch die Nähe zu den Städten Gleisdorf, Weiz und Graz sind heute viele Einwohner Pendler.

### Wirtschaftssektoren
Von den 104 landwirtschaftlichen Betrieben des Jahres 2010 waren 36 Haupterwerbsbauern. Diese bewirtschafteten 55 Prozent der Flächen. Im Produktionssektor arbeiteten 825 Erwerbstätige im Bereich Herstellung von Waren, 93 in der Bauwirtschaft und sieben in der Wasserver- und Abfallentsorgung. Die größten Arbeitgeber im Dienstleistungssektor waren die Bereiche Verkehr (90), Handel (72) und freiberufliche Dienstleistungen (61 Mitarbeiter).
| Wirtschaftssektor            | Anzahl Betriebe | Anzahl Betriebe | Anzahl Betriebe | Erwerbstätige | Erwerbstätige | Erwerbstätige |
| Wirtschaftssektor            | 2021            | 2011            | 2001            | 2021          | 2011          | 2001          |
| ---------------------------- | --------------- | --------------- | --------------- | ------------- | ------------- | ------------- |
| Land- und Forstwirtschaft 1) | 63              | 104             | 129             | 126           | 85            | 66            |
| Produktion                   | 24              | 19              | 3               | 2037          | 925           | 349           |
| Dienstleistung               | 111             | 75              | 32              | 526           | 293           | 287           |

1) Betriebe mit Fläche in den Jahren 2010 und 1999

### Unternehmen
Im Gewerbepark haben sich unter anderem folgende Firmen angesiedelt:
- Karl Pfeiffer Holz GmbH[9]:  betreibt Holztransport und Lagerung von heimischen Hölzern
- POWER ACCU GmbH
- Franz Sammer (Transportunternehmen)
- Schwarz & Schabernack GmbH[10]: betreibt Planung, Koordination und Bauausführung
- SGS Schinnerl GmbH & Co. KG
- Stapla[11]:  Vertrieb von Handhubwagen bis zum Schwerlaststapler sowie einer umfangreichen Lagertechnik- und Mehrwegstaplermodellreihe
- Temmel Beteiligungs GmbH[12]:  Transportunternehmen
- Vescon Systemtechnik GmbH
- Magna Heavy Stamping AG: Presswerk für Autoteile

### Vereine
- USV Magna Albersdorf-Prebuch[13] Die Vereinsgründung fand im Jahre 1984 statt. Obmann und Initiator war damals Math Rupert. 1990 fand der Bau des Vereinshauses statt. 1994 trat der Sportverein Albersdorf-Prebuch dem steirischen Fußballverband bei und war offiziell im Meisterschaftsbetrieb vertreten. Das erste Meisterschaftsspiel fand in der Saison 1993/1994 am 28. August statt. Derzeitiger Obmann Stand 2017: Richard Eberl

## Politik
| Der Gemeinderat hat 15 Mitglieder. - Mit den Gemeinderatswahlen in der Steiermark 2005 hatte der Gemeinderat folgende Verteilung: 10 ÖVP, 3 SPÖ und 2 FPÖ. - Mit den Gemeinderatswahlen in der Steiermark 2010 hatte der Gemeinderat folgende Verteilung: 10 ÖVP, 4 SPÖ und 1 Grüne. - Mit den Gemeinderatswahlen in der Steiermark 2015 hatte der Gemeinderat folgende Verteilung: 9 ÖVP, 4 SPÖ, 1 FPÖ und 1 Grüne. - Mit den Gemeinderatswahlen in der Steiermark 2020 hat der Gemeinderat folgende Verteilung: 10 ÖVP, 3 SPÖ, 1 FPÖ und 1 Grüne. Martin Herbst (FPÖ) nahm sein Mandat nicht an. | Die zur Anzeige dieser Grafik verwendete Erweiterung wurde dauerhaft deaktiviert. Wir arbeiten aktuell daran, diese und weitere betroffene Grafiken auf ein neues Format umzustellen. (Mehr dazu) |

### Bürgermeister
- bis 2009 Rupert Gutmann (ÖVP)
- seit 2009 Robert Schmierdorfer (ÖVP)[18]

### Wappen
Das Wappen wurde im Jahr 1990 bei der 650-Jahr-Feier Albersdorfs verliehen: „Das Rot und Schwarz durch einen goldenen Balken geteilt, aus dem nach oben drei belaubte goldene Äpfel, nach unten drei goldene Weinblätter wachsen.“